# ジャンジャンブレア島

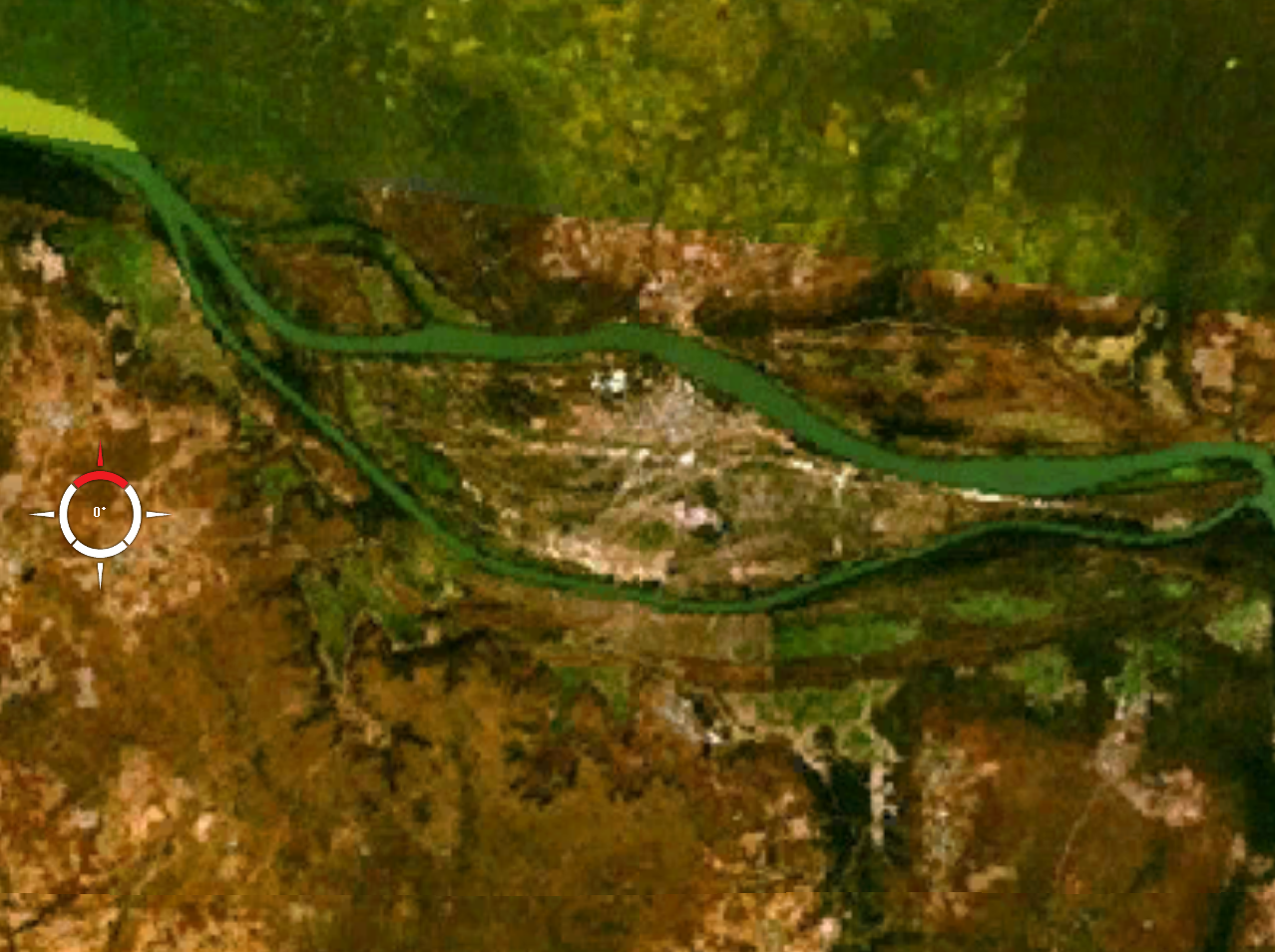

ジャンジャンブレア島（Janjanbureh Island、又はマッカーシー島、MacCarthy Islandかルメーヌ島、Lemain Islandとも言う）とは西アフリカのガンビア共和国にある島。
ガンビア内陸部ガンビア川沿いにあり、中心地のジョージタウンはガンビアで2番目に大きな町である。
ルメール島と呼ばれていたこの島は、1823年イギリスのアレキサンダー・グランド大尉が解放奴隷（現在アクと呼ばれるクレオール）をこの島に住まわせた。1832年にイギリスの王室がこの島を購入し、チャールズ・マッカーシー卿（1814年から1824年までガンビアのイギリス植民地知事）により、島名はマッカーシー島となった。1830年代は落花生類の栽培のためキリスト教のメソジスト派のミッションがジョージタウンの近くに住み就いた。その落花生類は現在でも島の主農作物の一つである。
マッカーシー島と長く呼ばれているが1995年以降、ジャンジャンブレア島とも言われる様になっている。
解放奴隷の子孫も住むが、主に島民の多くはマリンケ語を話すマンディンゴ族が住む。